# Ácido montánico
El ácido montánico es un ácido graso saturado aislado en la cera de lignito. También se encuentra en la cera de abeja y la cera de China. Los ésteres del ácido montánico con etilenglicol y glicerol se usan como capas protectoras en frutas y como compactantes en alimentos. (Véase Anexo:Aditivos alimentarios)